# Марлен Горис
Марлен Горис (Рурмонд, 9. децембар 1948) холандска је списатељица и редитељка. Горис је позната као отворена феминисткиња и поборник геј и лезбејских питања, што се огледа у великом делу њеног рада. Њен филм, Антонијина линија, освојио је Оскара за најбољи филм на страном језику 1995. године, чиме је постала прва жена којој је додељена награда у тој категорији. Освојила је 2 награде Златно теле и добила је бројне друге номинације, укључујући једну за BAFTA награде.

## Младост
Марлен Горис је рођена 9. децембра 1948. in у Рурмонду у Холандији. Она је рођена у протестантској породици из редова радничке класе у католичком јужном делу Холандије. Горис је студирала драму у земљи и иностранству. Она је студирала је драму на Универзитету у Амстердаму и магистрирала драму на Универзитету у Бирмингему, Енглеска.
Марлен је почела да ради као филмска редитељка без скоро икаквог претходног искуства у кинематографији. Она је имала повољан сценаријски и редитељски деби 1982. године са Питањем тишине. Холандска влада је обезбедила средства за финансирање пројекта.

## Каријера
Тек када је имала 30 година, Горис је почела да пише сценарије. Свој први покушај однела је белгијској редитељки Шантал Акерман, надајући се да ће је заинтересовати да режира то дело. Акерман је, међутим, одговорила Горисовој да ће морати сама да сними филм. Исход, Питање тишине (1982), изазвао је значајну међународну контроверзу причајући причу очима психијатријске лекарке чији је посао био да испита три жене које су спонтано убиле мушкарца само зато што је он био мушкарац. Неки су протумачили да је феминистичка порука филма пригушени „женски бес“ и незадовољство патријархалним системом који је прокључао на површину, док су други тврдили да је филм отишао предалеко и да се не може схватити озбиљно. Филм је био добро прихваћен због свог квалитета, али је ипак шокирао многе који су га гледали због недостатка осуде убица. На холандском филмском фестивалу 1982. награђена је Златним телетом за најбољи дугометражни филм за Питање тишине, подвиг који ће поновити 1995. освојивши награду за најбољу режију за свој добро познати филм Антонијина линија.
Убрзо након успеха свог првог филма, Горис је објавила своје друго дело: Поломљена стакла (1984). Тај филм има сличности са Питањем тишине у погледу продукције и теме, иако су многи сматрали да су Разбијена огледала мање упечатљива. Велики делови глумачке екипе и екипе, укључујући главне жене, прешли су да раде на овоме са њом. Филм прати две паралелне радње. Прва о женама које раде у јавној кући под називом Клуб Срећна кућа, и друга о жени коју је неименовани мушкарац киднаповао и изгладнео до смрти ради свог задовољства. Филм Поломоњена огледала истражује женско гледиште и искуства баш као и Питање тишине, али овог пута са већим фокусом на опресивну природу патријархата и динамику моћи унутар њега. Завршетак филма је предочио да је заштита од ових моћи јединство и солидарност међу женама, иако овај сентимент није одјекнуо код свих. Она није снимила следећи филм све до Последњег острва (1990). Филм још једном приказује причу о насиљу, у ситуацији где је група преживелих у авионској несрећи остала на острву. Мушкарци се окрећу једни против других док само две жене не остану саме и насукане.
Године 1995, Горис је постигла свој највећи међународни успех до сада са Антонијином линијом. Са Вилеке ван Амелрој у главној улози, ова прича о независној жени и њеним женским потомцима није била тако радикална као претходни рад режисера, иако су се бројни критичари жалили да су мушкарци у филму приказани или као неефикасни идиоти или као потенцијални силоватељи. Међутим, критичка подршка филму је била огромна и награђен је бројним међународним наградама, укључујући Златно теле и Оскара за најбољи страни филм.
Њен следећи филм био је Госпођа Даловеј (1997), заснован на роману Вирџиније Вулф, са глумачком поставом која је укључивала Ванесу Редгрејв, Наташу Макелхон и Руперта Грејвса. Добио је низ међународних признања, укључујући британску филмску награду Ивнинг Стандарда. Овај филм је пратила филмом Лужинова одбрана (2000), заснованом на роману Владимира Набокова. Са Џоном Туртуром и Емили Вотсон у главним улогама, филм је прича о љубавној вези између ексцентричног шаховскох шампиона и друштвене жене јаке воље. Каролина (2003), са Џулијом Стајлс, Ширли Маклејн и Алесандро Ниволом у главним улогама, објављена је директно за видео 2005. године.
Горисов филм Унутар вихора из 2009. са Емили Вотсон у главној улози није изабран за дистрибуцију. Према Вотсоновој, „испоручен је скоро оног дана када је тржиште краширало тако да нико ништа није куповао.“

## Оставштина
Лондонски феминистички филмски фестивал је 2012. одабрао Питање тишине као свој „феминистички класик“ и прославио га пројекцијом филма поводом 30. годишњице. Од тада је често приказиван у Великој Британији, последњи пут на Универзитетском колеџу у Лондону 2019. и на Међународном филмском фестивалу у Лидсу 2023.

## Лични живот
Марлин Горис се изјаснила као лезбејка након успеха Антонијине линије. Њен партнер, Марија Аутехаг, радила је у продукцији као прва помоћница редитеља, а Горис ју је споменула у свом говору на пријему Оскара.

## Филмографија

### Филм
| Година | Наслов                                      | Режисер | Продуцент | Сценограф | Напомене                                                         |
| ------ | ------------------------------------------- | ------- | --------- | --------- | ---------------------------------------------------------------- |
| 1982   | Питање тишине (De stilte rond Christine M.) | Да      |           | Да        | Златно теле за најбољи филм                                      |
| 1984   | Поломљена огледала (Gebroken spiegels)      | Да      |           | Да        | [ 23 ]                                                           |
| 1990   | Последње острво                             | Да      |           | Да        |                                                                  |
| 1995   | Антонијина линија (Антонија)                | Да      |           | Да        | [ 24 ] [ 25 ] [ 26 ] [ 27 ] [ 28 ]                               |
| 1997   | Госпођа Даловеј                             | Да      |           |           | Ивнинг Стандардова британска филмска награда за најбољи сценарио |
| 2000   | The Luzhin Defence                          | Да      |           |           | [ 33 ]                                                           |
| 2003   | Каролина                                    | Да      |           |           |                                                                  |
| 2009   | Унутар вихора                               | Да      |           |           | [ 2 ]                                                            |

### Телевизија
| Година | Наслов                                | Режисер | Продуцент | Сценограф | Напомене                                  |
| ------ | ------------------------------------- | ------- | --------- | --------- | ----------------------------------------- |
| 1983   | De geest van gras (Дух траве)         | Да      |           |           | ТВ филм                                   |
| 1993   | Verhalen van de straat (Уличне приче) | Да      |           | Да        | 5 епизода                                 |
| 2007   | Л реч                                 | Да      |           |           | Епизода: „Живећи Ла Вида Лока”            |
| 2011   | Rembrandt en ik (Рембрант и ја)       | Да      |           | Да        | Режисер: 4 епизоде; сценариста: 1 епизода |

## Награде и номинације
| Година | Награда                                            | Категорија                          | Рад                                         | Исход      | Напомене |
| ------ | -------------------------------------------------- | ----------------------------------- | ------------------------------------------- | ---------- | -------- |
| 1997   | BAFTA                                              | Најбољи страни филм                 | Антонијина линија                           | Номинација | [ 5 ]    |
| 1995   | Златно теле                                        | Најбољи режисер дугометражног филма | Антонијина линија                           | Освојено   | [ 6 ]    |
| 1995   | Сребни Хуго, Међународни филмски фестивал у Чикагу | Најбољи сценарио                    | Антонијина линија                           | Освојено   | [ 34 ]   |
| 1995   | Оскар                                              | Оскар за најбољи међународни филм   | Антонијина линија                           | Освојено   | [ 3 ]    |
| 1982   | Златно теле                                        | Најбољи филм                        | Питање тишине (De stilte rond Christine M.) | Освојено   | [ 6 ]    |